# Nikolai Wassiljewitsch Karpol
Nikolai Wassiljewitsch Karpol (russisch Николай Васильевич Карполь, englische Transkription: Nikolay Vasiliyevich Karpol; * 1. Mai 1938 in Bereznitsa, Woiwodschaft Polesien, Polen) ist ein sowjetisch-russischer Volleyballtrainer. Er ist der weltweit im Volleyball und national in allen Mannschaftssportarten am häufigsten geehrte Trainer.
Karpol ist seit 1969 Cheftrainer bei VK Uralotschka-NTMK in Swerdlowsk/Jekaterinburg. Unter seiner Leitung entwickelten sich die Frauen zu einer Weltklassemannschaft und gewannen acht europäische und 25 nationale Titel. Mit der Nationalmannschaft, die zum großen Teil aus Uralotschka-Spielerinnen bestand, gewann Karpol unter sowjetischer und russischer Flagge 1980 und 1988 Olympiagold sowie 1992, 2000 und 2004 olympische Silbermedaillen, 1990 Weltmeisterschaftsgold sowie 1994, 1998 und 2002 Bronze, im Weltpokal Gold 1997 und Bronze 1993, beim World Grand Prix Gold 1997, 1999 und 2002, Silber 1998, 2000 und 2003 und Bronze 1993, 1996, 2001 und wurde siebenmal Europameister.
2009 wurde Karpol in die „Volleyball Hall of Fame“ aufgenommen.